# Brown megye (Ohio)
Brown megye az Amerikai Egyesült Államokban, azon belül Ohio államban található. Megyeszékhelye Georgetown. Lakosainak száma 43 676 fő (2020. április 1.). Brown megye Clermont, Clinton, Highland, Adams, Mason és Bracken megyékkel határos.

## Népesség
A megye népességének változása:
| Lakosok száma | 44 881 | 44 708 | 44 429 | 44 264 | 43 839 | 43 676 |
|               | 2010   | 2011   | 2012   | 2013   | 2015   | 2020   |